# アウディ・A4

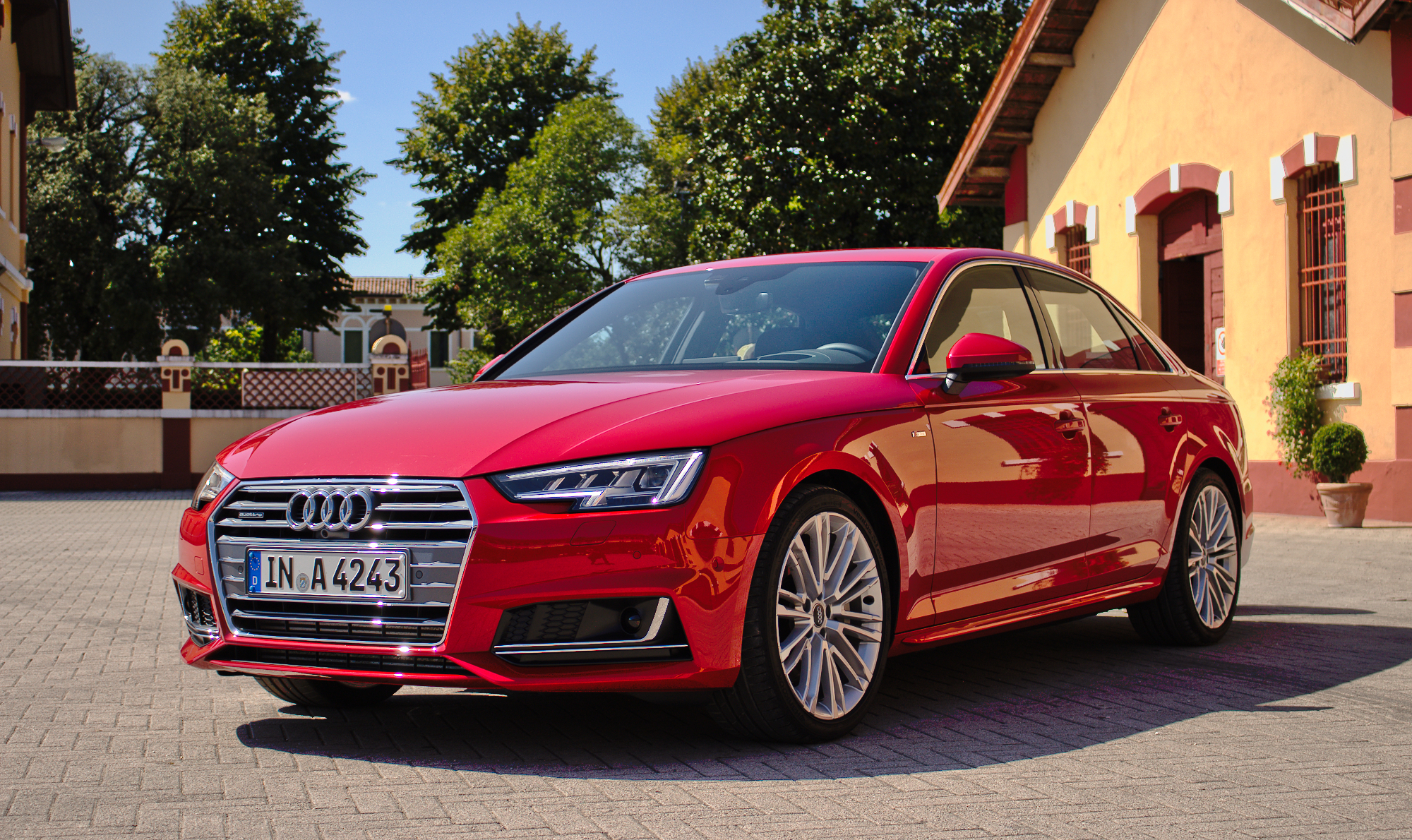
B9（5代目）セダン

A4は、ドイツの自動車メーカー、アウディが製造・販売するセダン型およびステーションワゴン型の乗用車（Dセグメント）である。
2024年、車名の命名規則が変更され、今後は偶数が電動モデルを、奇数が内燃エンジン搭載モデルを表すことになった。これに伴い、B10系へのモデルチェンジで、A4はA5に改称された。

## 初代（1994年 - 2001年）B5系
1994年、80の後継車種として登場。
アウディ社内の型式では、80（B1 – B4系）を継承しており、本モデルはB5系となる。
5代目フォルクスワーゲン・パサートと共通のB5プラットフォームを使用する。パサートと同様に、縦置きエンジンでの前輪駆動を基本として、クワトロ（四輪駆動）システムも選択できる。当初のボディタイプはセダンのみだったが、1995年、ステーションワゴンの「アバント」が追加された。
ヨーロッパでは、VWの新技術 (pumpe-düse) が投入された出力110 PS (81 kW) の1.9 Lディーゼルエンジンを含む、1.6 Lから2.8 Lまでのエンジンを搭載したモデルが展開されていた。ただし、2.8 LのV6エンジンは、旧型の80/90からのキャリーオーバーで、1998年まで、北米でのみ販売された。
さらに、当時、人気があったイギリスツーリングカー選手権などで採用されていたスーパーツーリングのために、アウディスポーツが開発した、気筒あたり5バルブの1.8 L直4 DOHC 20バルブエンジンも設定されており、ターボバージョンは、150 PS（110 kW）、210 N·mを発生した。この技術は、1996年にV6エンジンにも適用され、2.8 L V6 30バルブは、193 PS（142 kW）を発生した。
ATについては、ポルシェが開発し、クラッチレスマニュアルのような使い方をドライバーが選択可能なティプトロニックが採用された。
安全面では、80までのプロコン-テンが廃止され、エアバッグが搭載された。

## 2代目（2001年 - 2005年）B6系
2000年、B6プラットフォームを採用し、登場。
初代および一時期のアウディ・80で行われていた、パサートとのプラットフォーム共通化は、パサートがゴルフベースの横置きレイアウトを採用したことで、解消された。
既に販売されていたA6と共通コンセプトのデザインで、若干のサイズアップにより、居住性が改善された。さらに、サスペンションもアルミ製の新設計に変更された。
2001年5月、日本市場で発売開始。翌年には、ステーションワゴンのアバントおよび、初代では設定のなかったカブリオレが登場した。
エンジンは、先代からの持ち越し（キャリーオーバー）のほかに、2.0 L直4と3.0 L V6が登場した。これを縦置きに配置し、前輪もしくは四輪を駆動するアウディ独特の機構を継承している。トランスミッションは、5速MT、6速MT、5速ATのほか、フロントエンジン・前輪駆動（FF）モデルでは、CVT（アウディでいうマルチトロニック）が登場した。日本仕様は、ATとCVTのみで、MTは用意されない。また、カブリオレはFFのみとなる。
2004年2月、「1.8T クワトロ SE」が追加された。
2006年4月、日本市場において、カブリオレの販売を終了。そのまま絶版となった。

## 3代目（2005年 - 2008年）B7系
2004年、本国で発表された。日本市場では、翌年2月15日に発売された。
日本市場には、「2.0」、「2.0 TFSI クワトロ」、「3.2 FSI クワトロ」が導入される。アウディ80の時代から数えて、7世代目のモデルとなる。前面の大きく開いた「シングルフレームグリル」が特徴的で、前後して登場した、A3スポーツバックやA6とともに、同社の新しいデザイン様式となる。
先代とサイズはほぼ変わらず、実質的にはB6のマイナーチェンジにすぎないが、ボディパネルはルーフ以外を一新し、サスペンションは上級グレードにあたるS4やA6から移植するなど、大幅にリファインされた。エンジンも2.0 L直噴ターボ（TFSI）と、3.2L直噴（FSI）などが新設されている。トランスミッションは6速MTと6速AT、CVTがあるが、MTは日本未導入である。A3で採用されたSトロニックは採用されず、通常のトルクコンバータを介したものとCVT（FFモデルのみ）である。
セダンのほか、アバントとカブリオレも設定されたが、カブリオレは日本国内へ正規輸入されなかった。装備を若干簡略化することで、価格を20万円ほど引き下げた「アトラクション」も追加され、国内需要拡大が図られた。2006年末にユーロ高で価格が引き上げられたが、スタート価格は300万円台をキープしており、BMW・3シリーズやメルセデス・ベンツ・Cクラスなどのライバル車種よりも低い価格帯にあった。
2006年7月19日、カーナビゲーション媒体をDVDからHDDへ変更したり、一部グレードのエンジンを2.0 Lから1.8 Lターボにしたりするなど、小変更を重ねた。なお、2006年のマイナーチェンジで全車・右ハンドルのみの設定となった。
2007年9月10日、仕様変更。全モデルにHDDナビゲーションシステムを標準設定したほか、「ラグジュアリーライン プラス」と「ダイナミックライン プラス」を新規設定した。さらに、「3.2 FSI クワトロ」に「SE パッケージ」を標準設定した。

## 4代目（2008年 - 2015年）B8系
2007年8月、セダンの写真と概要を先行公開し、翌月のフランクフルトモーターショーで実車が公開された。
2008年2月、ジュネーブモータショーにて、ワゴンのアバントも発表された。
2009年2月15日、アバントをベースにした、クロスオーバーモデル「オールロード クワトロ」を発表。最低地上高をベース車に比べ60 mm上げ、180 mmとした。オーバーフェンダーや、アンダーガード付き専用バンパーなどを装備する。
なお、先代まで存在したカブリオレは設定されず、派生車種として新たに登場したA5に引き継がれる形となった。
従来モデルより前輪を前に配置することで前後重量配分を適正化するなど、大幅な変更がなされている。ホイールベースはB7比で160 mmも延長された。また、アルミニウムを多用することで軽量化も果たした。外見では、ヘッドライト下部に白色発光ダイオード式のポジショニングランプが設置されたことや、ドアノブがグリップタイプに変更された点が目立つ。
ボディシェルはB7比で10％軽量化され、エアロダイナミクスではクラストップレベルのCd値0.27を達成した。
エンジン、トランスミッション、ステアリング、サスペンションの作動特性をスイッチで選択できる「アウディドライブセレクト」、および可変ステアリングギア比を備える「アウディダイナミック ステアリング」を装備する。アバントのトランク容量は、490ℓ（従来モデル比48ℓ増：標準時）を誇り、荷物の出し入れの利便性を高めた新構造のラゲッジカバーや、リバーシブルラゲッジフロアを採用した。
従来は、A6以上のモデルにのみ採用されていた、MMI（マルチメディアインターフェース）も、地上デジタル放送対応フルセグチューナー内蔵となった。加えて、アウディミュージックインターフェース（AMI）や、デンマーク・バング＆オルフセンのカーオーディオも設定した。
2009年次 RJCカー・オブ・ザ・イヤー＝IMPORTを受賞した。

### 日本での販売
2008年3月、セダンを発売（全車・右ハンドル）。グレードは「1.8 TFSI」と「3.2 FSI クワトロ」の2モデルとなる。パワーステアリングは、低速時の手軽さと高速時の安定性を両立した可変ギアレシオ式となった。「1.8 TFSI」は、CVT（8段マニュアルモード付き）を採用し、前輪を駆動する。「3.2 FSI クワトロ」は6速ATの四輪駆動だが、通常時のトルク配分を従来の前後比50:50からRSシリーズと同じ40:60に変更したことで、よりスポーティーな味付けとなった。
同年8月19日、ステーションワゴンモデル「アバント」を追加発売。グレード構成や装備などは、セダンに準ずる。
同年11月25日、全モデルに「S-lineパッケージ」をオプション設定した。専用デザインのフロント・リヤバンパー、専用スポーツシート、アルミニウムのデコラティブパネルなどが装備される。メカニズムでは、クワトロGmbH製のS-lineサスペンションが装着される。
2009年3月25日、セダンおよびアバントに、ターボチャージャー付き直列4気筒2.0 L直噴エンジンを搭載する「2.0 TFSI クワトロ」を追加した。アウディバルブリフトシステム（AVS）を採用し、7速Sトロニックを搭載する。ガラスサンルーフ、バング&オルフセンのオーディオシステム、ATやサスペンション、パワーステアリングの特性をスイッチで切り替えられる「アウディドライブセレクト」がオプションで用意されている。
同年8月4日、仕様変更。全モデルに小型ドアミラーとLEDリヤコンビネーションランプを新採用したほか、アウディサイドアシストをオプション設定した。アバント全モデルに、オートマチックテールゲートを新採用した。さらに「1.8 TFSI」はバイキセノンヘッドライトパッケージ、3ゾーン独立温度設定フルオートエアコンディショナー、リヤカップホルダー、フロントシートアンダートレーを標準装備とした。
同年12月22日、仕様変更。全モデルにVICS3メディアに対応し、高精細7.0インチワイドVGAタイプのモニターを組み合わせた最新世代のHDDナビゲーションシステム「MMI」を標準装備とした。併せて「3.2 FSI クワトロ」が廃止された。
2010年7月21日、仕様変更。「1.8 TFSI」に、17インチタイヤ＆7アームデザインアルミホイールとアドバンスキーを標準装備とした。
同年11月2日、クロスオーバーモデル「オールロード クワトロ」を追加発売。「2.0 TFSI クワトロ」をベースに、専用サスペンションを装備し、最低地上高を引き上げたモデルである。全国限定250台の特別仕様車となる。
2011年4月25日、セダンおよびアバントに「2.0 TFSI」を追加発売。従来の「1.8 TFSI」に置き換わるモデルで、歴代初のエコカー減税対象車となった。トランスミッションはマルチトロニックが搭載される。
同年8月29日、クロスオーバーモデル「オールロード クワトロ」を再販売。今回は、全国限定300台の特別仕様車となる。
2012年4月3日、マイナーチェンジモデル（後期型）を発表し、同日より販売を開始した。エクステリアはシングルフレームグリルを立体的なデザインとしたほか、前後バンパー、ヘッドライト、テールランプ等のデザインが変更された。パワートレインは2.0L 直噴ターボエンジンを搭載し、全車にアイドリングストップ機構の「スタートストップシステム」が採用されている。
同年8月21日、クロスオーバーモデル「オールロード クワトロ」を再販売。ベースのアバントと同様に、マイナーチェンジを実施するとともに、リアビューカメラを標準装備とした。今回は、全国限定200台の特別仕様車となる。
2013年4月16日、仕様変更。全モデルにフロントシートヒーターとリアビューカメラ付きAPS（アウディパーキングシステム）を標準装備とした。さらに、レザーシートをオプションで設定し、従来から設定されていたSEパッケージ（レザー仕様 + ウッドパネル）を選択すれば、より上質なミラノレザーを用いたフルレザー仕様のシートを装着できる。
同年7月13日、仕様変更。全モデルにS-lineエクステリア、ブラックヘッドライニング、スポーツサスペンションをセットにした「S-line エクステリアパッケージ」をオプションで設定した。
同年10月15日、クロスオーバーモデル「オールロード クワトロ」を再販売。前年モデル比で＋13PSの224PSへと、エンジンの出力を向上させた。今回は、全国限定250台の特別仕様車となる。
2014年8月18日、クロスオーバーモデル「オールロード クワトロ」を再販売。外装色は8色に加えて、オーダーメイドプログラム Audi exclusiveによる、スペシャルボディカラーを設定した。さらに、ファブリックシートを標準採用し、パーシャルレザーおよび3種類のレザーパッケージを用意した。今回は、台数限定の特別仕様車ではなく、通常のカタログモデルとしてラインアップされる。
2015年1月13日、仕様変更。セダンおよびアバントの全モデルに、先進の安全装備アシスタンスパッケージなどを標準装備化した、2種類のオプションパッケージ「Dynamic line」と「Luxury line」を新設定した。

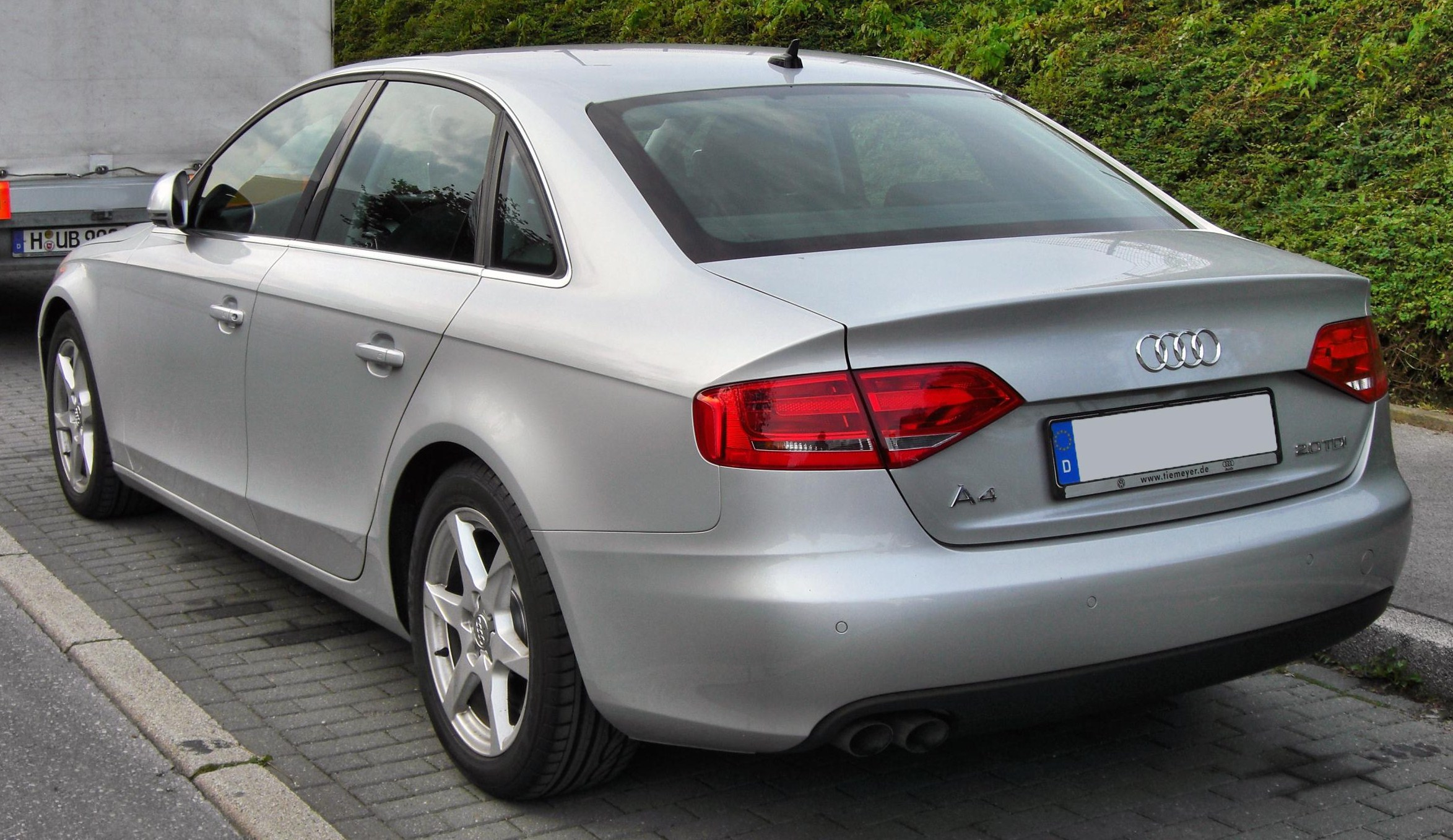
セダン（前期型）
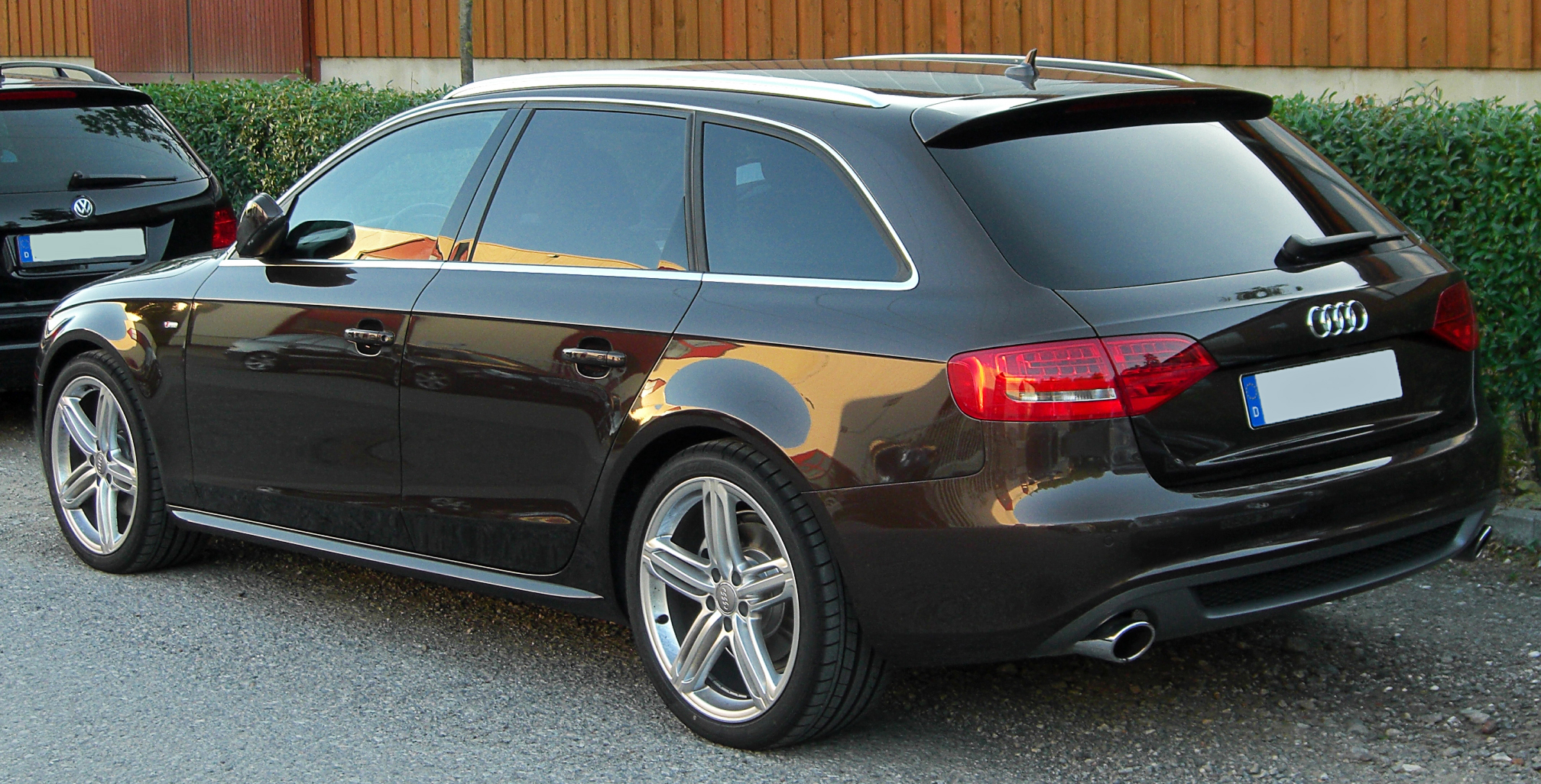
アバント（前期型）
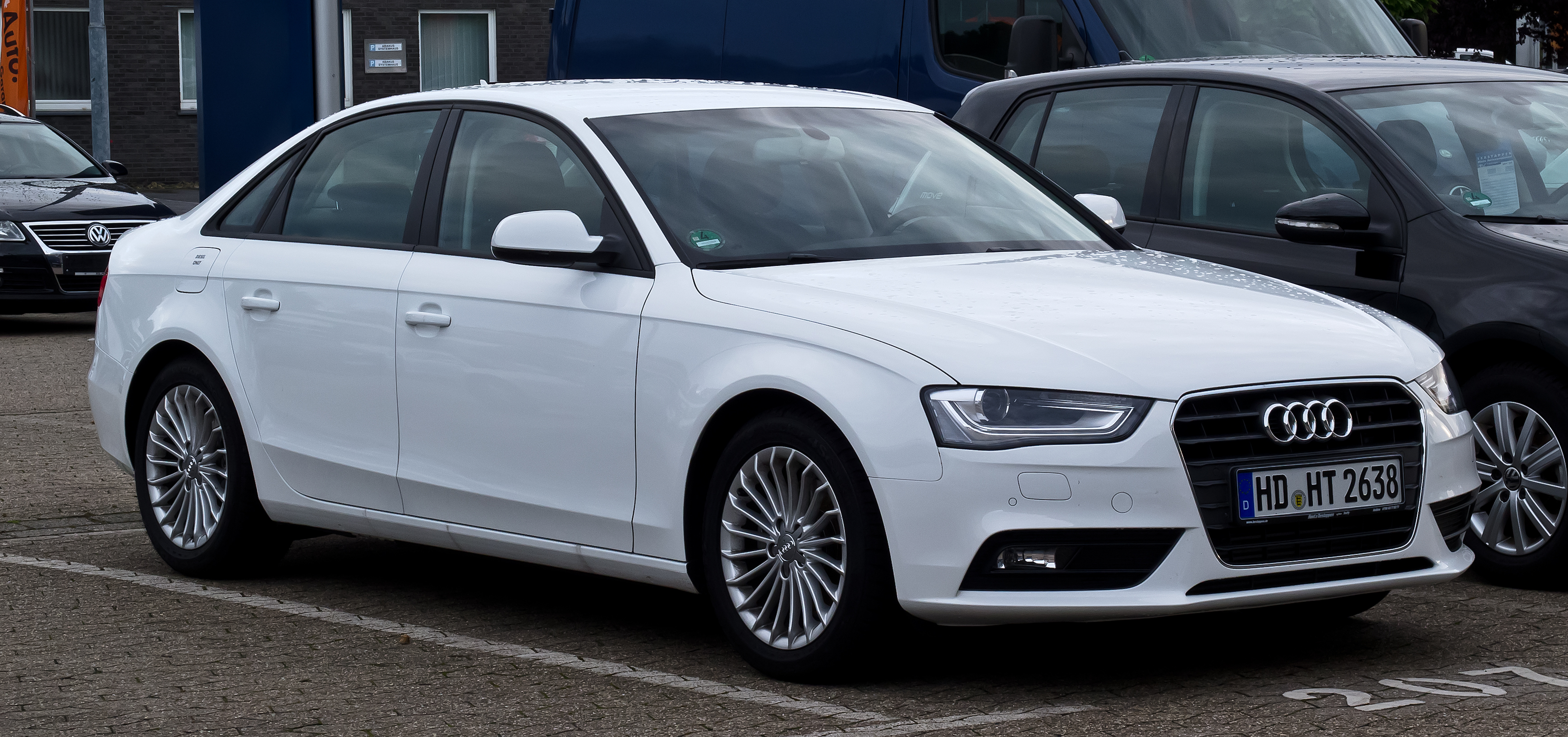
セダン（後期型）
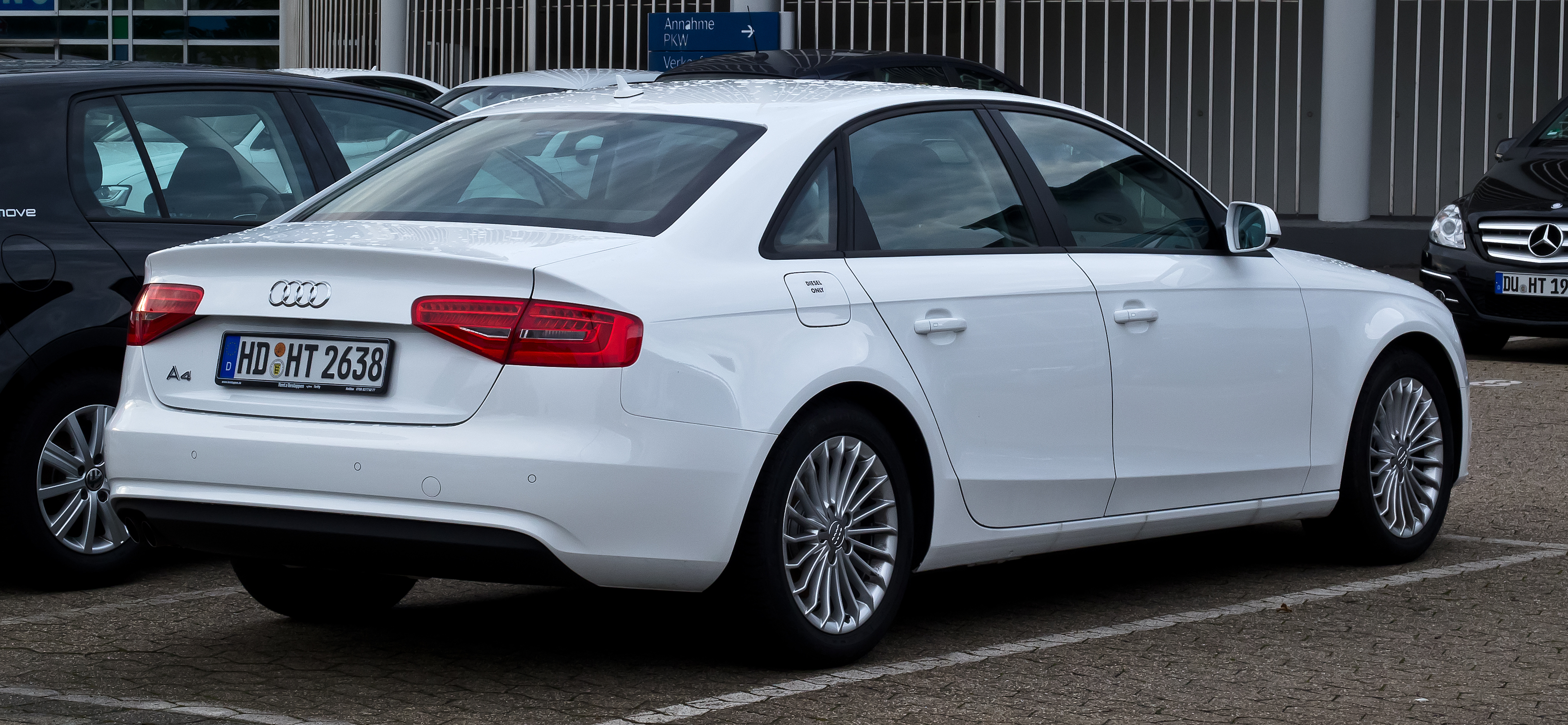
セダン（後期型）
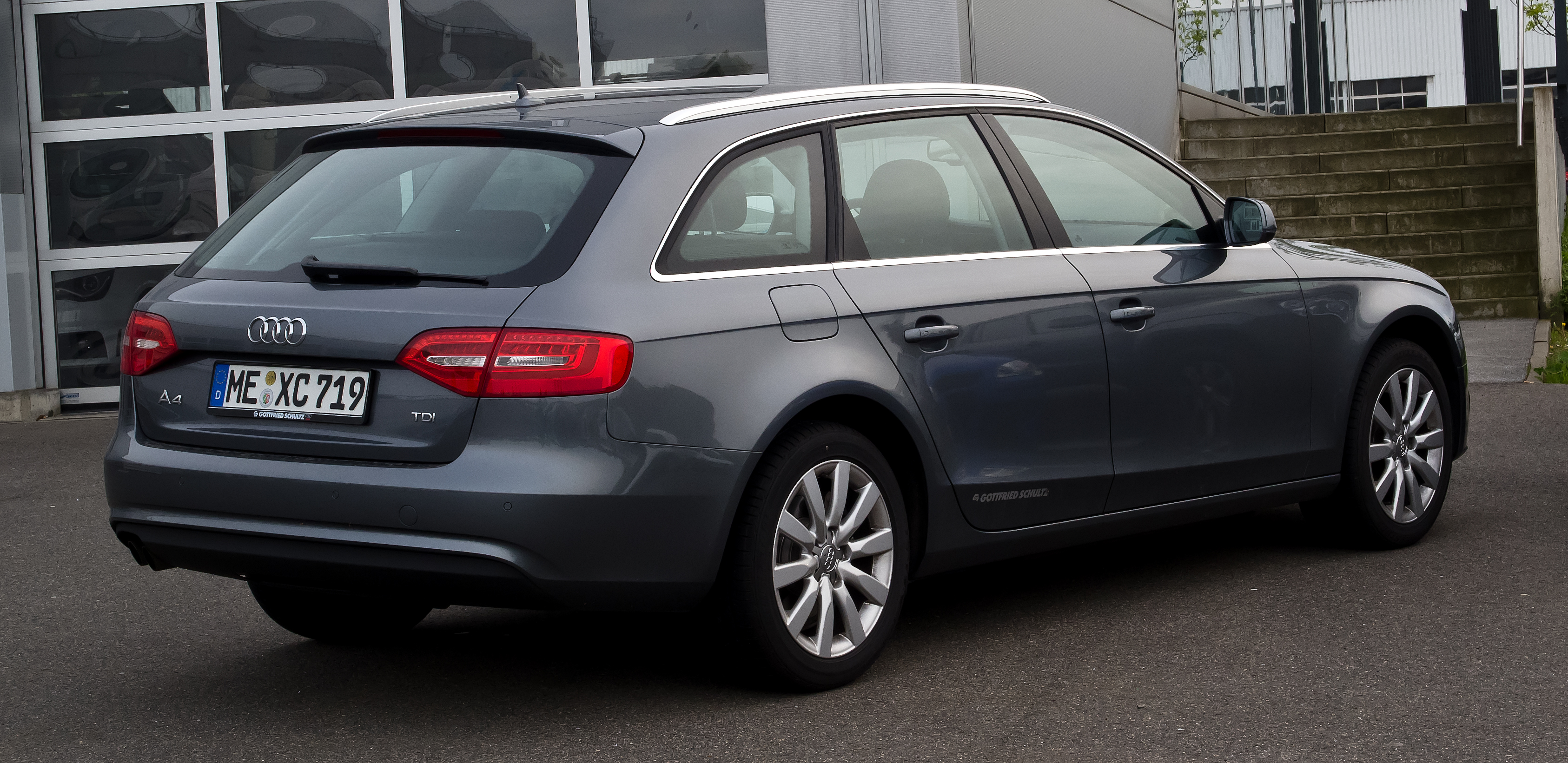
アバント（後期型）
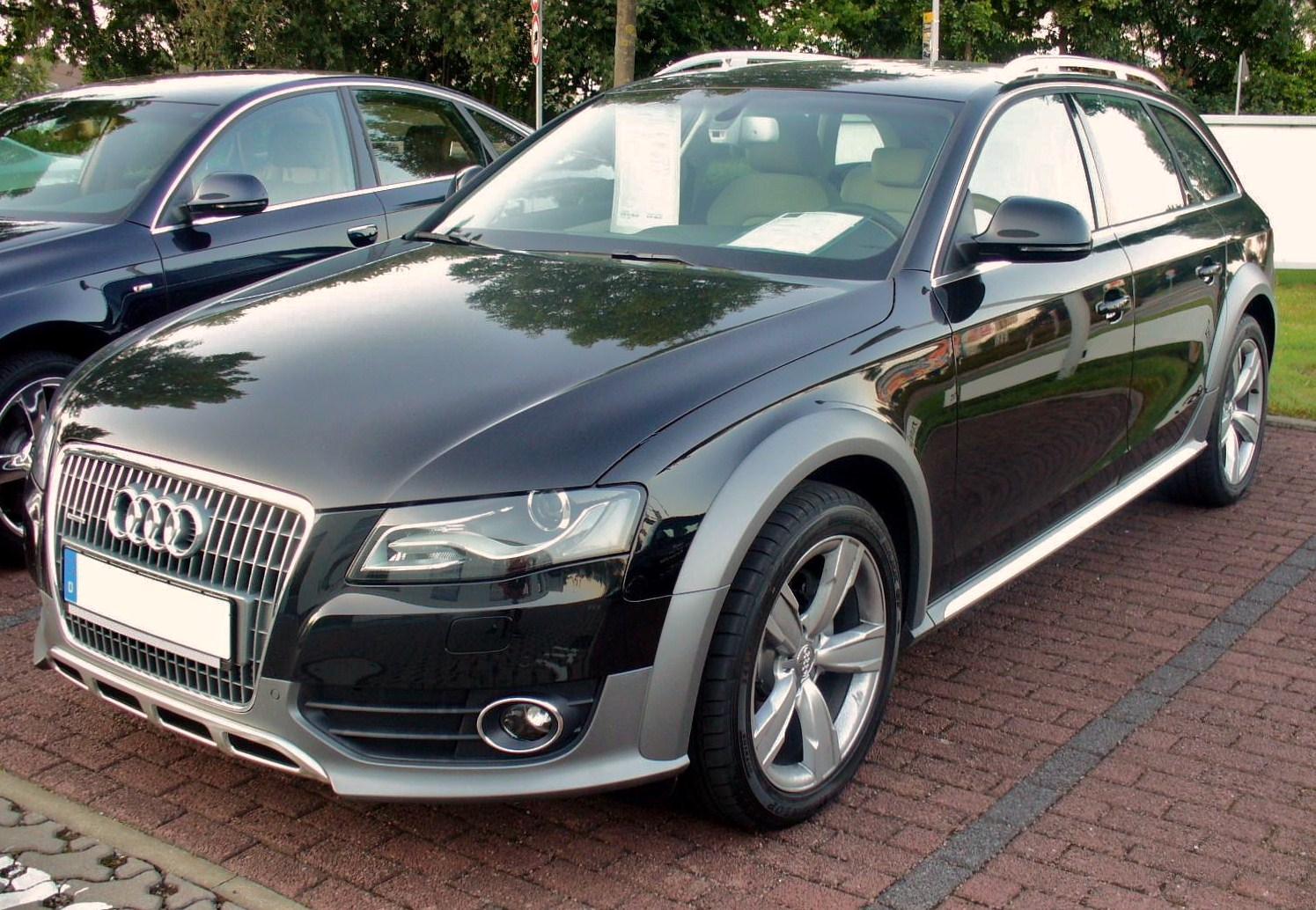
オールロード クワトロ（前期型）

## 5代目（2015年 - 2025年）B9系
2015年6月29日、発表。同年9月15日、フランクフルトモーターショーにて、実車が披露された。
先代に比べて全長が25 mm、全幅が16 mm、ホイールベースが10 mm拡大され、室内空間も広くなった。欧州向けのパワートレインは、1.4 Lガソリンターボ、2.0 Lガソリンターボ、2.0 Lディーゼルターボ、3.0 Lディーゼルターボが用意される。トランスミッションは6速MTと7速Sトロニックで、それぞれにFFと4WDが設定される。
モジュラープラットフォーム「MLB evo」をベースに、新世代の予防安全システム「アウディプレセンス」など最新技術を惜しみなく投入すると同時に、デザイン、品質、走行性能などすべての点を見直した。
開発にあたって、燃料消費とCO2の排出量を最大限削減しながら、安全性、快適性、走行性能といった面で、大胆な改善を果たすことがテーマとなった。エアロダイナミクスは、クラス最高のCd値 0.23（セダン）～0.26（アバント）を達成している。
安全対策の面では、「アダプティブクルーズコントロール」に新たに加えられた機能「トラフィックジャムアシスト」は、アクセル、ブレーキに加えて、状況に応じてステアリング操作にまでシステムが介入するようになった。
アウディ独自のMMIコントロールユニットに加え、12.3インチの高輝度液晶モニターを用いたフルデジタルの多機能ディスプレイシステムである「アウディバーチャルコックピット」を新たに設定した。インターネットへの常時接続を可能にしたAudi connectに加えて、複数社のスマートフォンとの接続ができるAudiスマートフォンインターフェイスにより、コネクティビティも強化された。
マトリクスLED仕様も用意されたヘッドライトは、階段状のグラフィックが印象的で、ファイバーオプティクスにより映し出されるシャープなエッジがそれぞれ補助ライトとターンシグナルとしての機能を果たす。
外寸が若干大きくなっているにも関わらず、従来型と比べて最大120kgも重量を減少させた。ボディそのものも構造面での軽量化、及び強度に優れた熱間成型鋼板を多用することなどにより、従来型より15kg重量を削減した。
サスペンションシステムは全面的に再設計されており、前後輪ともに5リンク式を採用した。また鍛造アルミなどの軽量素材を大胆に採用するなどして、大幅な軽量化も実現した。
オールロード クワトロは、アバントに対しグラウンドクリアランスを30mm拡大した。全高が高くなったことに加えて、力強く張り出したホイールアーチ、クローム仕上げの垂直ルーバーを配したシングルフレームグリル、ボディとは対照色のサテライトシルバーで仕上げたアンダーボディプロテクション／リヤディフューザーといった特有のデザインが特徴である。
quattroシステムは、100％前輪駆動で走行が可能な、新開発の「ultra（ウルトラ）テクノロジー」を初めて導入することで、走行状況に応じたインテリジェントな4WD制御を実現した。
オールロード クワトロは、アバントよりも30mm大きい170mmの地上最低高と、標準装備のquattroドライブシステムにより、軽度なラフロードまでであれば、本格SUVにも負けない走破性能を発揮する。アウディドライブセレクトに、新たにoffroadのモードを設定したことで、オフロードでの運転がより容易になり、能力も高まっている。
2017年8月17日、欧州市場向けに、A4アバントのCNG（天然ガス）仕様車「g-tron」の受注を開始。
2018年6月27日、欧州市場向けに、マイナーチェンジモデルを発表。フロントバンパー、リアバンパー、ホイールのデザインが変更されたほか、「Sラインコンペティション」を新設定した。
2019年5月15日、欧州市場向けに、大幅改良モデル（フェイスリフト）を発表。エクステリアデザインを大幅に刷新し、ドアパネルに至るまで改良を加えた。シングルフレームグリルは幅広なものに変更され、LEDヘッドライトやテールランプも新デザインとなった。インテリアでは、最新のインフォテインメントシステム"MIB3"を初採用し、センタースクリーンは、タッチパネル式となった。パワートレインには、新たに、12Vのマイルドハイブリッドシステムが組み合わされた。
同日、欧州市場向けに、「A4オールロードクワトロ」の改良モデルを発表した。
2024年、車名の命名規則が変更され、今後は偶数が電動モデルを、奇数が内燃エンジン搭載モデルを表すことになった。これに伴い、ICEモデルのA4としては最後の世代となった。

### 日本での販売
- 2015年10月28日 - 東京モーターショーにて日本初公開[40]。
- 2016年
  - 2月8日 - セダンタイプの「A4」を発表[41]。同年2月19日より販売開始。パワートレインは2.0L直列4気筒直噴ガソリンターボエンジンとデュアルクラッチトランスミッションの7速Sトロニックを組み合わせる。導入されるのはFF車は「2.0 TFSI」と「2.0 TFSIスポーツ」、4WD車は「2.0 TFSIクワトロ」と「2.0 TFSIクワトロ スポーツ」。スポーツでは外装や内装をスポーツ風に仕上げた「S line」が選択可能となっている。
  - 4月20日 - A4のステーションワゴンモデルである「A4アバント」を発表[42]。同年4月21日より販売開始。ラインナップはA4と同様である。
  - 9月6日 - クロスオーバーモデル「A4オールロードクワトロ」を発売[43]。最低地上高はベース車のA4アバントよりも30 mm高い140 mmとなっている。エクステリアにはシングルフレームグリルに縦のルーバーを配したほか、ホイールアーチ、アンダーボディープロテクションなどを装備している。
  - 10月25日 - 1.4L直列4気筒直噴ターボエンジン搭載モデル「1.4 TFSI」「1.4 TFSIスポーツ」をA4、A4アバント共に設定[44]。また同時に「S lineエクステリアパッケージ」が装備される「1.4 TFSI 1st edition」がA4、A4アバントにそれぞれ220台、230台で限定販売される。
  - 12月9日 - A4シリーズが「2016-2017 日本カー・オブ・ザ・イヤー」インポートオブ・ザ・イヤーを受賞[45]。
- 2017年11月16日 -「A4」「A4アバント」の仕様を一部変更[46]。「1.4 TFSIスポーツ」に、アダプティブクルーズコントロール、「アウディアクティブレーンアシスト」、3ゾーンオートマチックエアコンディショナーなどを標準装備した。また、「S line パッケージ」が選択可能になった。さらに「2.0 TFSI」および「2.0 TFSIクワトロ」に代わるグレードとして、スポーツバンパーや17インチアルミホイール、スポーツサスペンションなどを装備した「2.0 TFSIスポーツ」と「2.0 TFSIクワトロ スポーツ」を設定した。
- 2018年
  - 8月20日 -「A4」「A4アバント」の特別仕様車「tuxedo style（タキシードスタイル）」を計500台限定で発売[47]。エクステリアにはSラインエクステリア、アウディスポーツ製19インチホイール、LEDヘッドライトとリアコンビネーションライトを、インテリアには黒を基調にパーシャルレザーを採用した。
  - 12月12日 -「A4オールロードクワトロ」の特別仕様車「A4オールロード aboslute」を125台限定で発売[48]。エクステリアには、専用塗装色の「クワンタムグレー」にコントラストペイントの「マンハッタングレーメタリック」を組み合わせた。また、アウディスポーツ製19インチホイール、マトリクスLEDヘッドライトやLEDリアコンビネーションライト、ヘッドライトウオッシャーも装備する。さらに、安全運転支援システムとして、アシスタンスパッケージを装備した。
- 2019年
  - 1月16日 -「A4」「A4アバント」の仕様を変更[49]。「スポーツ」グレードに、「S line」用のフロントバンパーとクロームグリルを採用、アルミホイールのデザインも一新した。また、特別限定車「ブラックエレガンス」をセダン、アバント各125台ずつ（計250台）設定した。
  - 5月27日 -「A4」「A4アバント」の特別仕様車「Meisterstueck（マイスターシュトュック）」を発表し、同年6月11日より販売開始[50]。LEDライトや18インチアルミホイールなどを装備した。
- 2020年10月7日 -「A4」「A4アバント」「A4オールロードクワトロ」のマイナーチェンジモデルを発表し、同日販売開始[51]。シングルフレームグリルをワイドなものに変更したほか、LEDヘッドライトやテールランプも新デザインとなった。また、ブリスターフェンダーを備え全幅を5 mm拡大。パワートレインには、12Vのマイルドハイブリッドシステムが組み合わせた。
- 2021年1月7日 -「A4」「A4アバント」にディーゼルエンジン搭載モデルを設定し、同日販売開始[52]。FF車の「35 TDIアドバンス」「35 TDI Sライン」には最高出力163 PS、最大トルク380 N・mを発生する2.0L ディーゼルターボエンジンを搭載。また、12 Vのマイルドハイブリッドシステムを備えている。4WD車の「40 TDIクワトロ アドバンス」「40 TDIクワトロSライン」には最高出力190 PS、最大トルク400 N・mを発揮する2.0 Lディーゼルターボエンジンを搭載。FF車、4WD車共にトランスミッションは7速Sトロニックである。
- 2024年5月23日 - 特別仕様車「Meisterstück（マイスターシュトュック）」を追加設定[53]。Meisterstückは、advancedの装備をさらに充実させてスタイリッシュに、S line Meisterstückは、S lineをさらにスポーティでエレガントな仕上がりにしたものである。

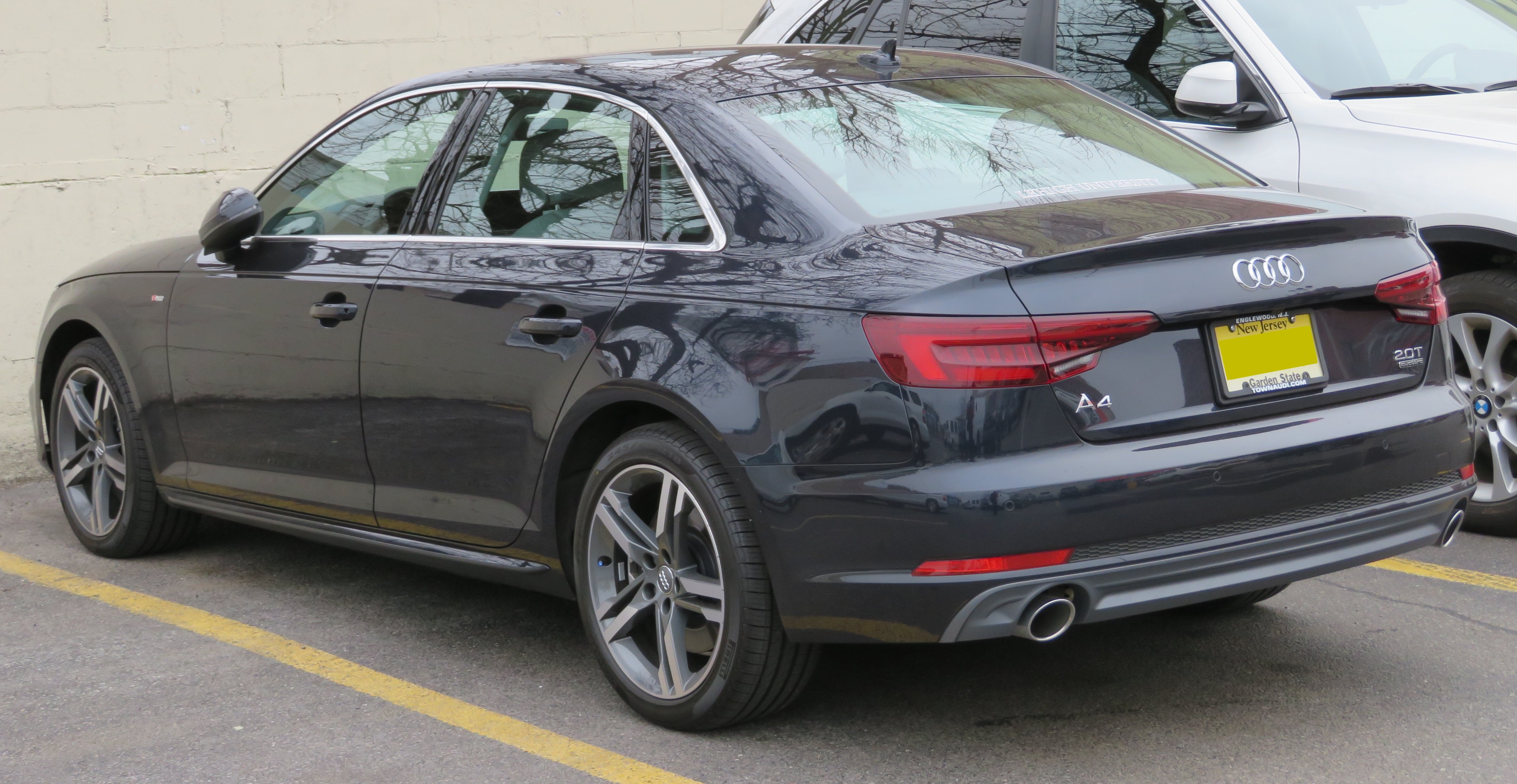
セダン（前期型）
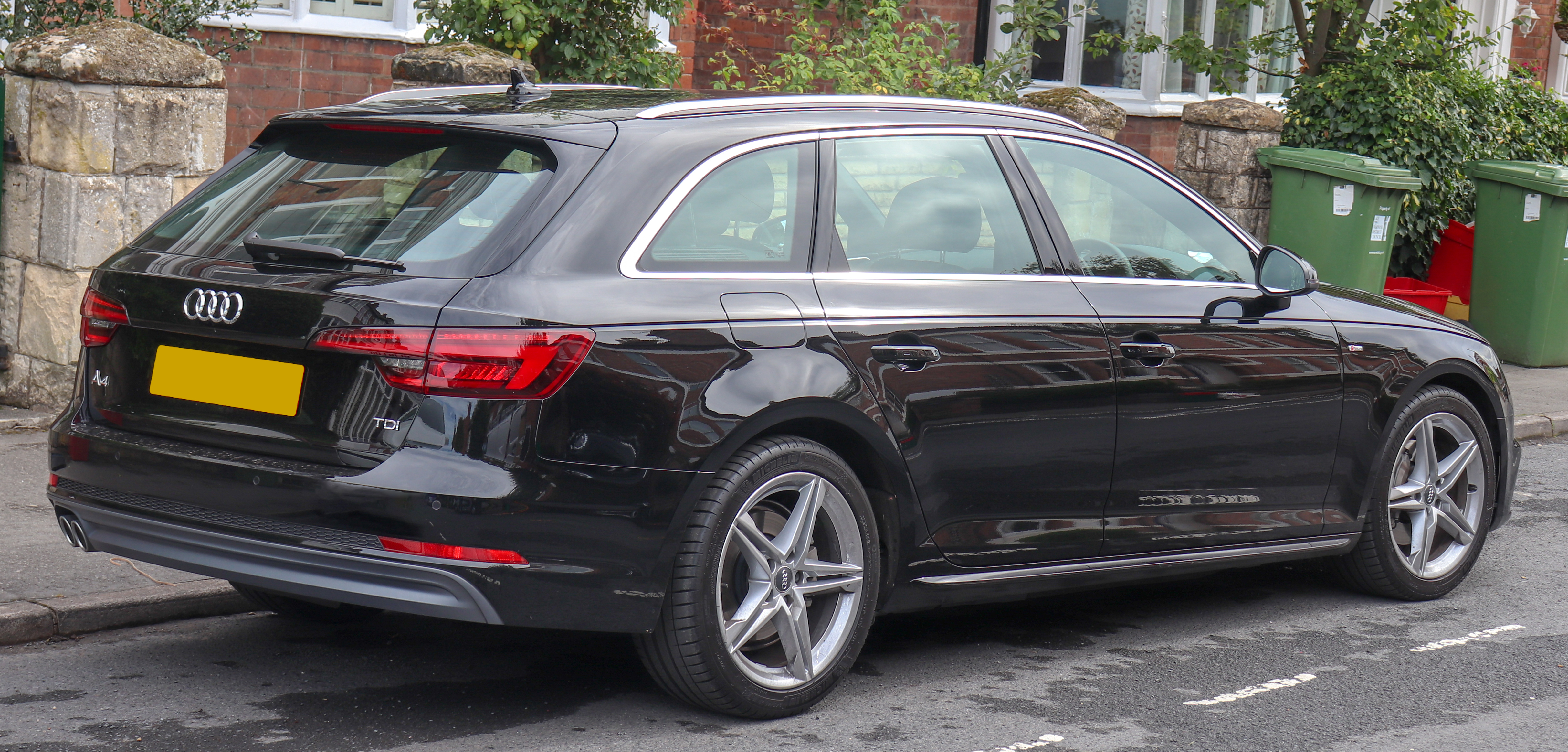
アバント（前期型）
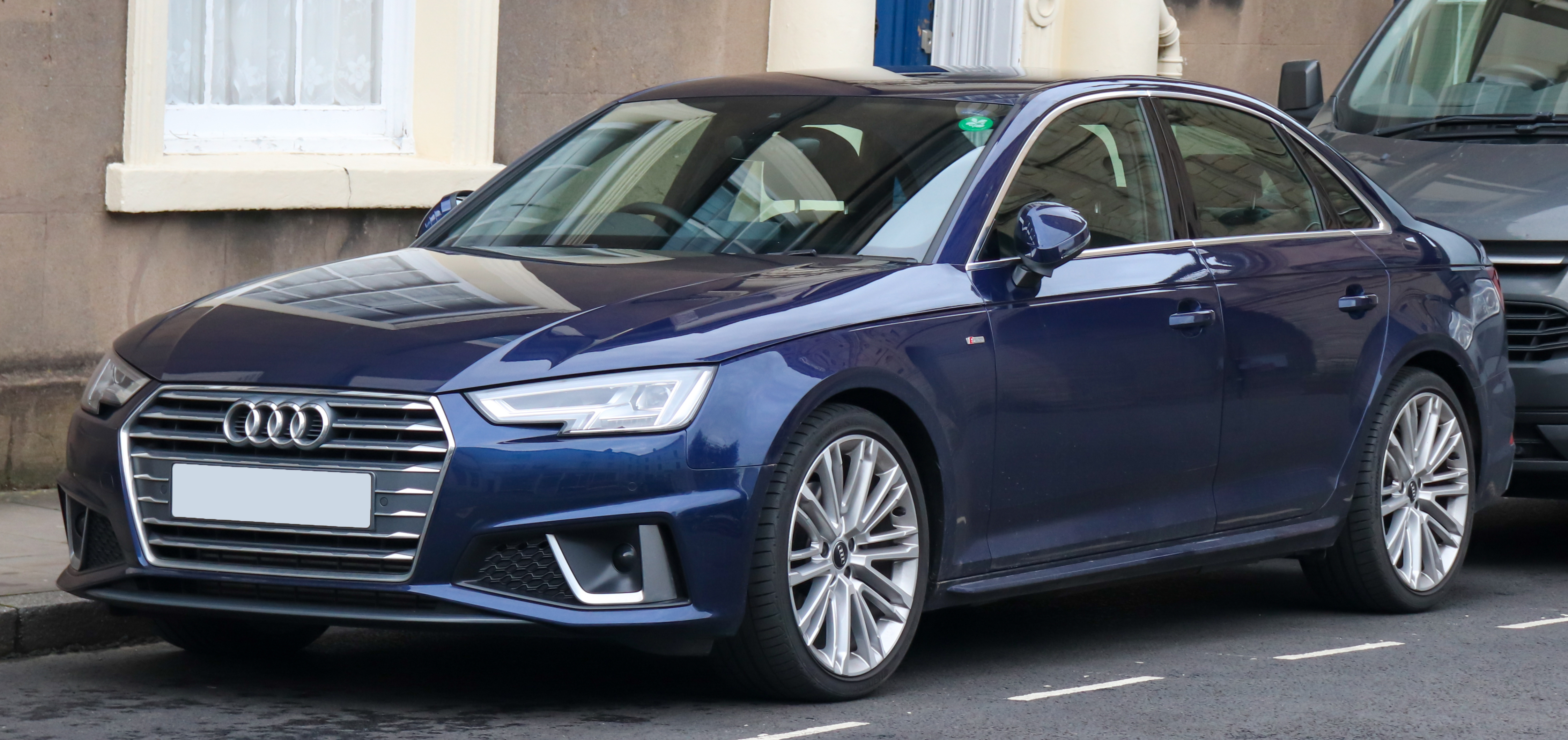
セダン（中期型）
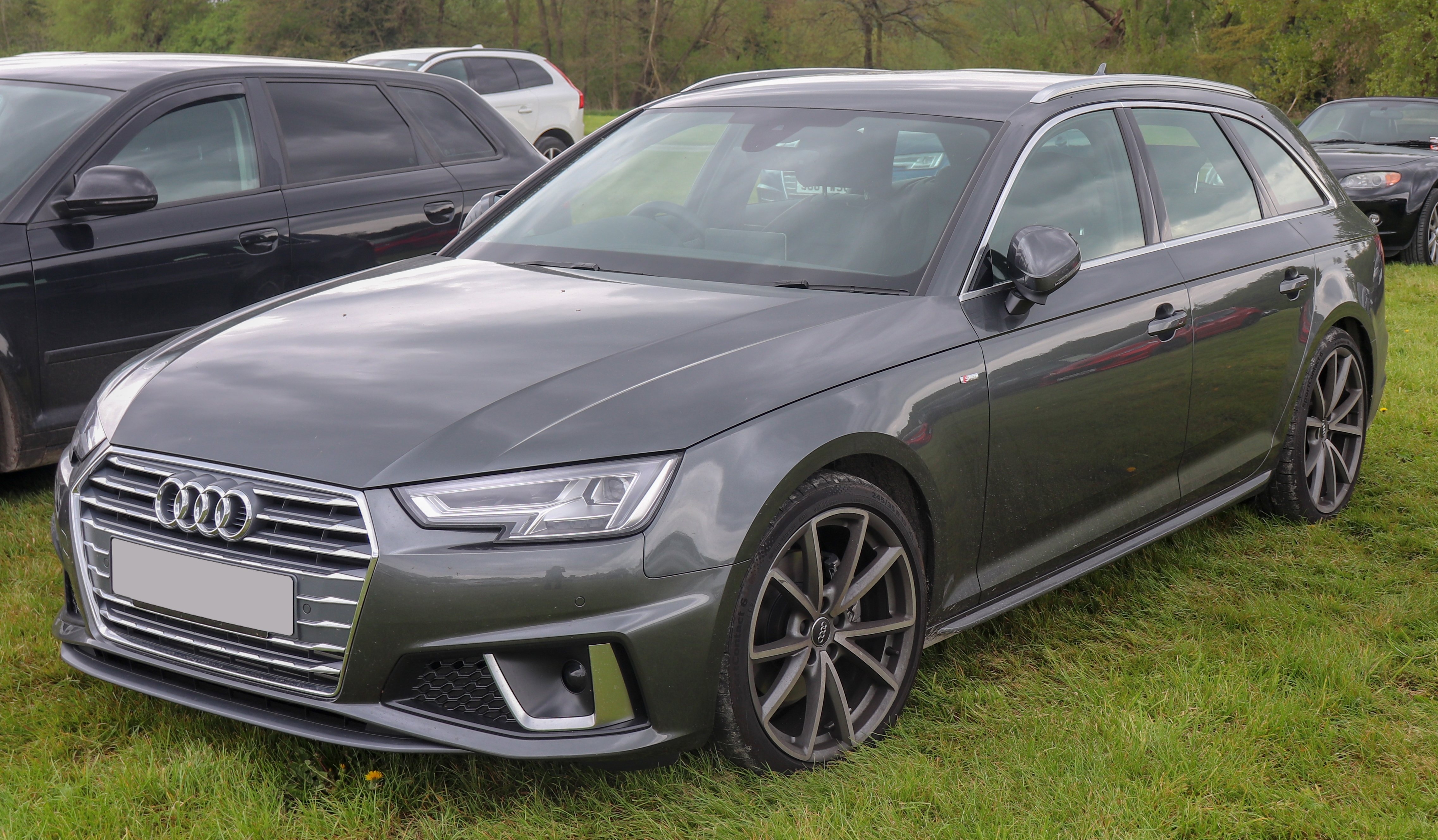
アバント（中期型）
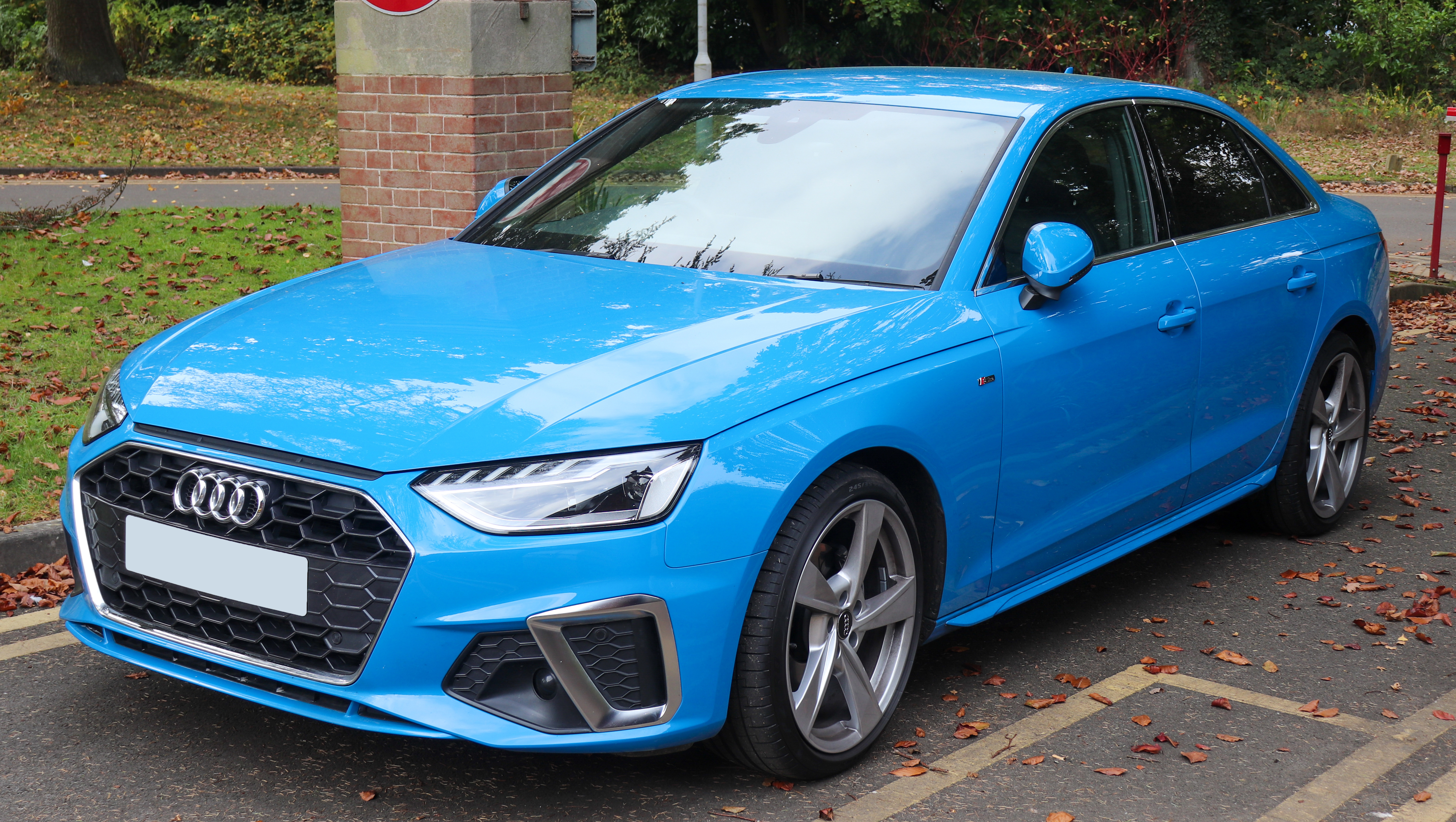
セダン（後期型）
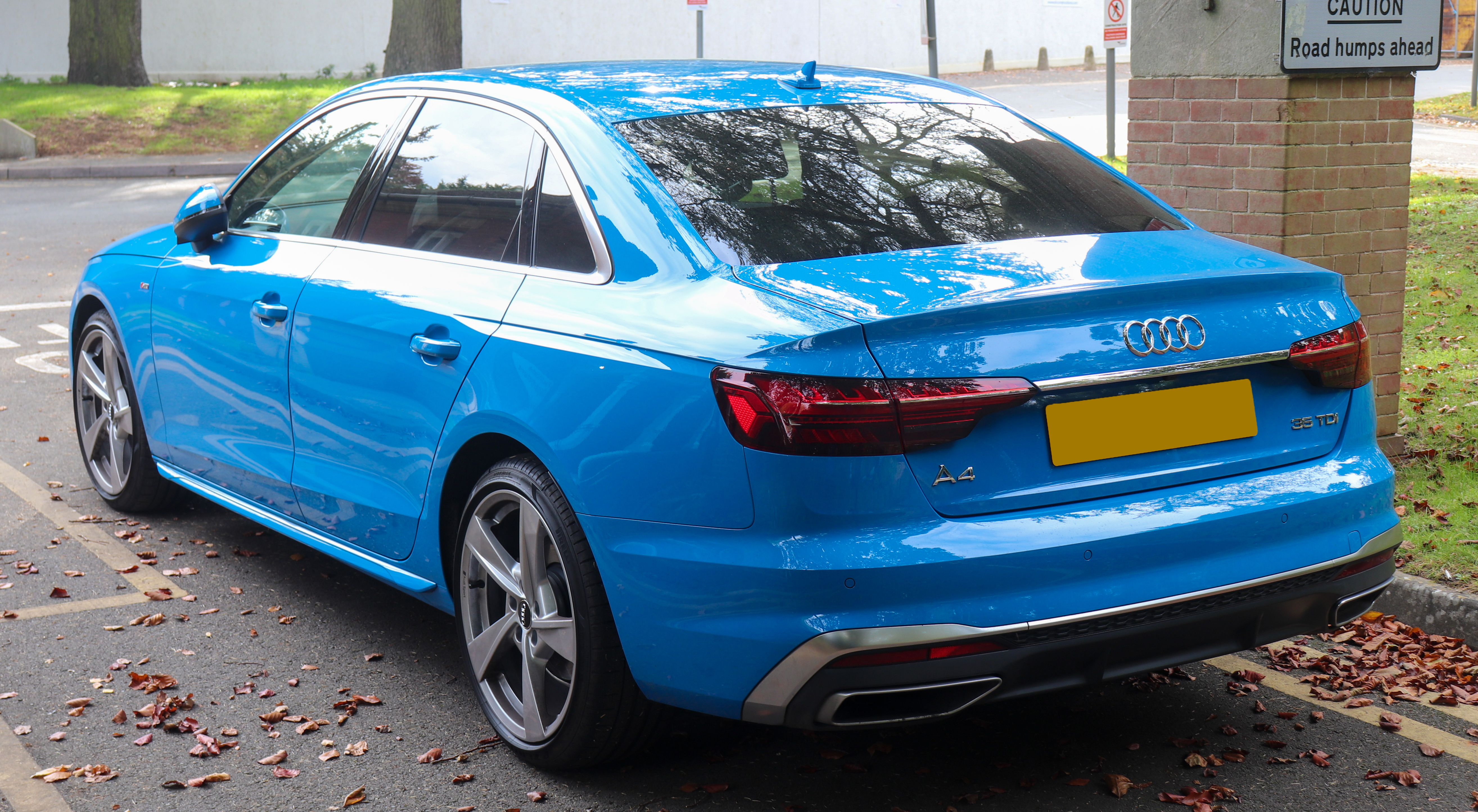
セダン（後期型）
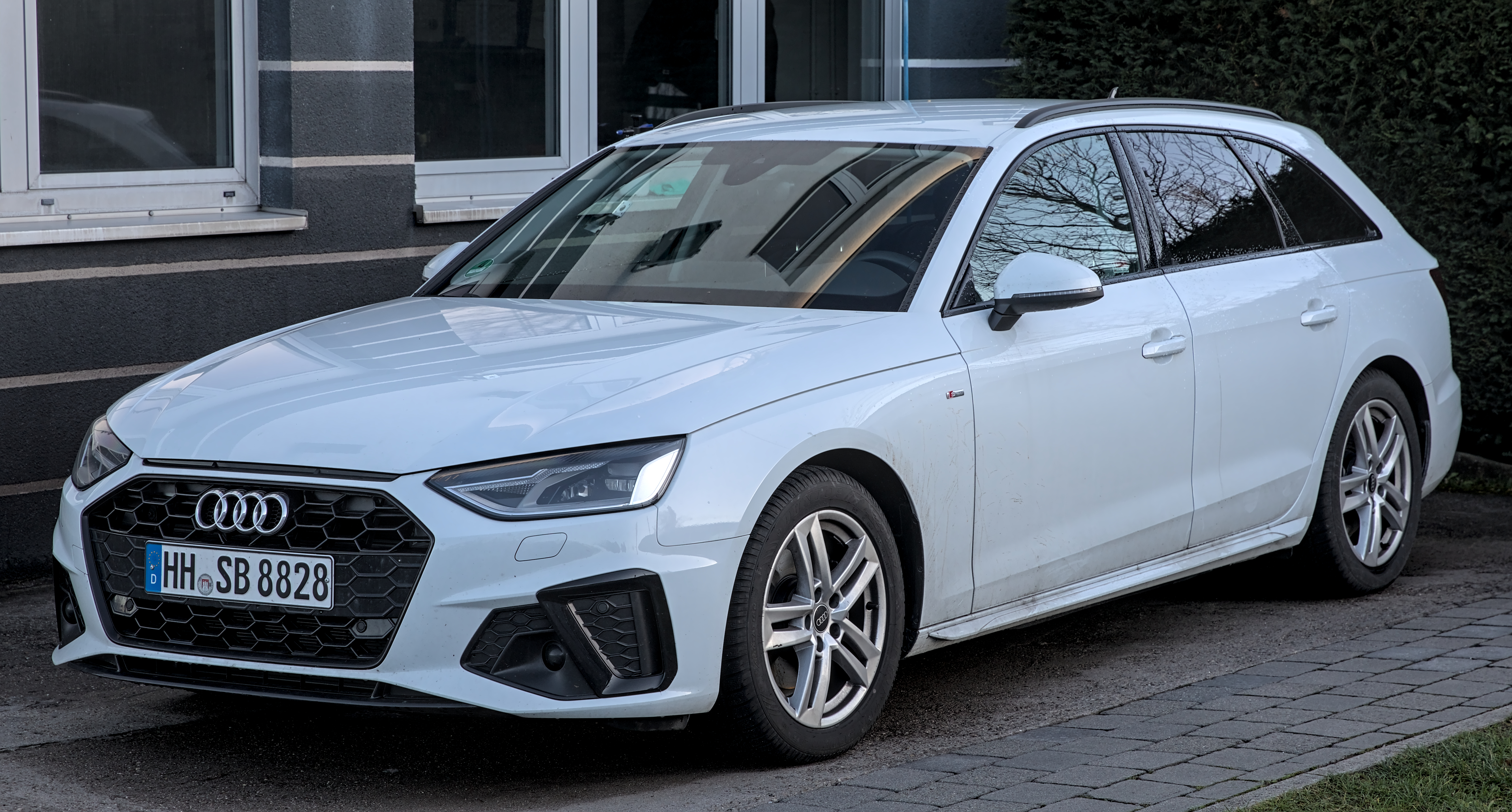
アバント（後期型）
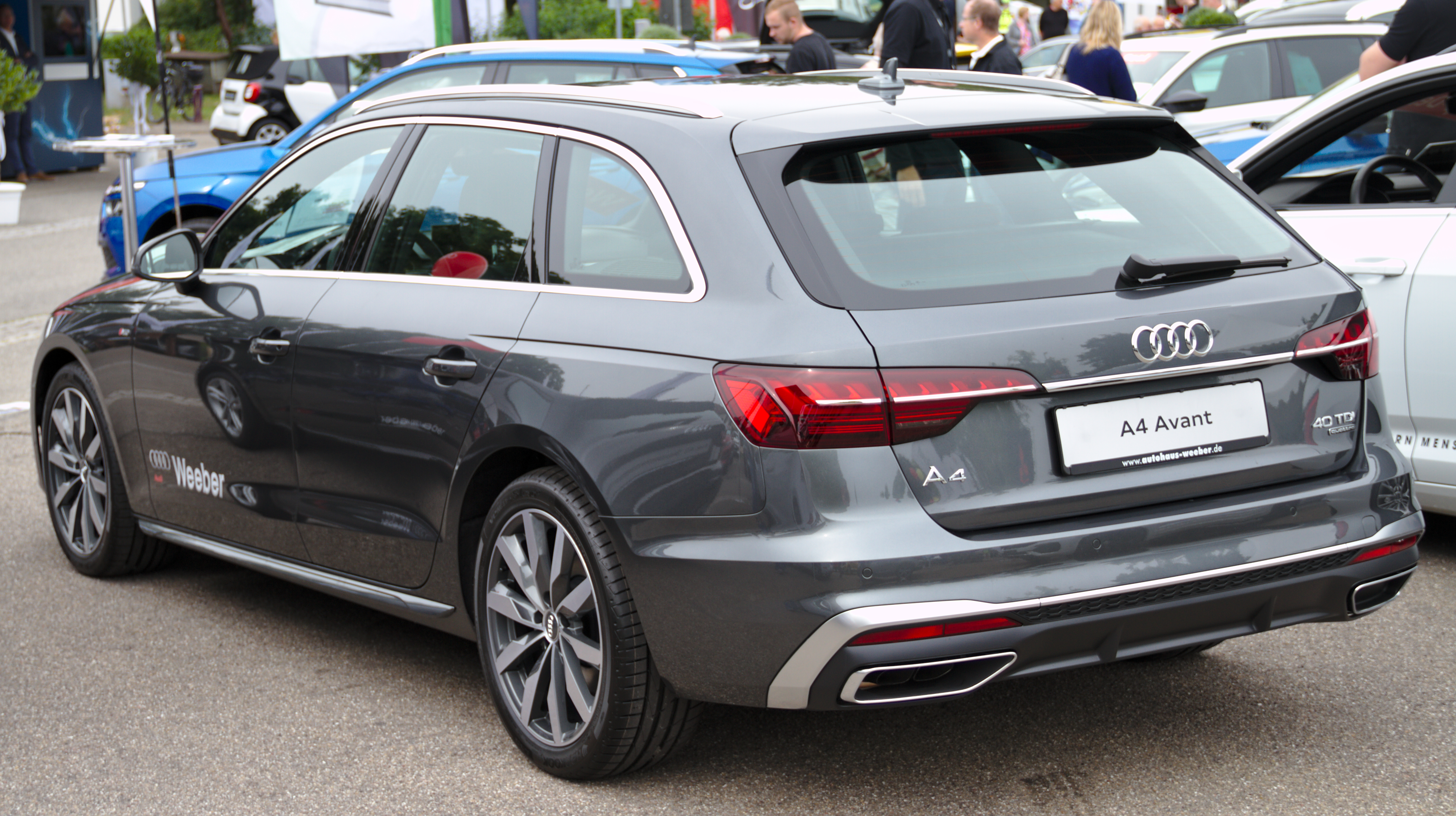
アバント（後期型）
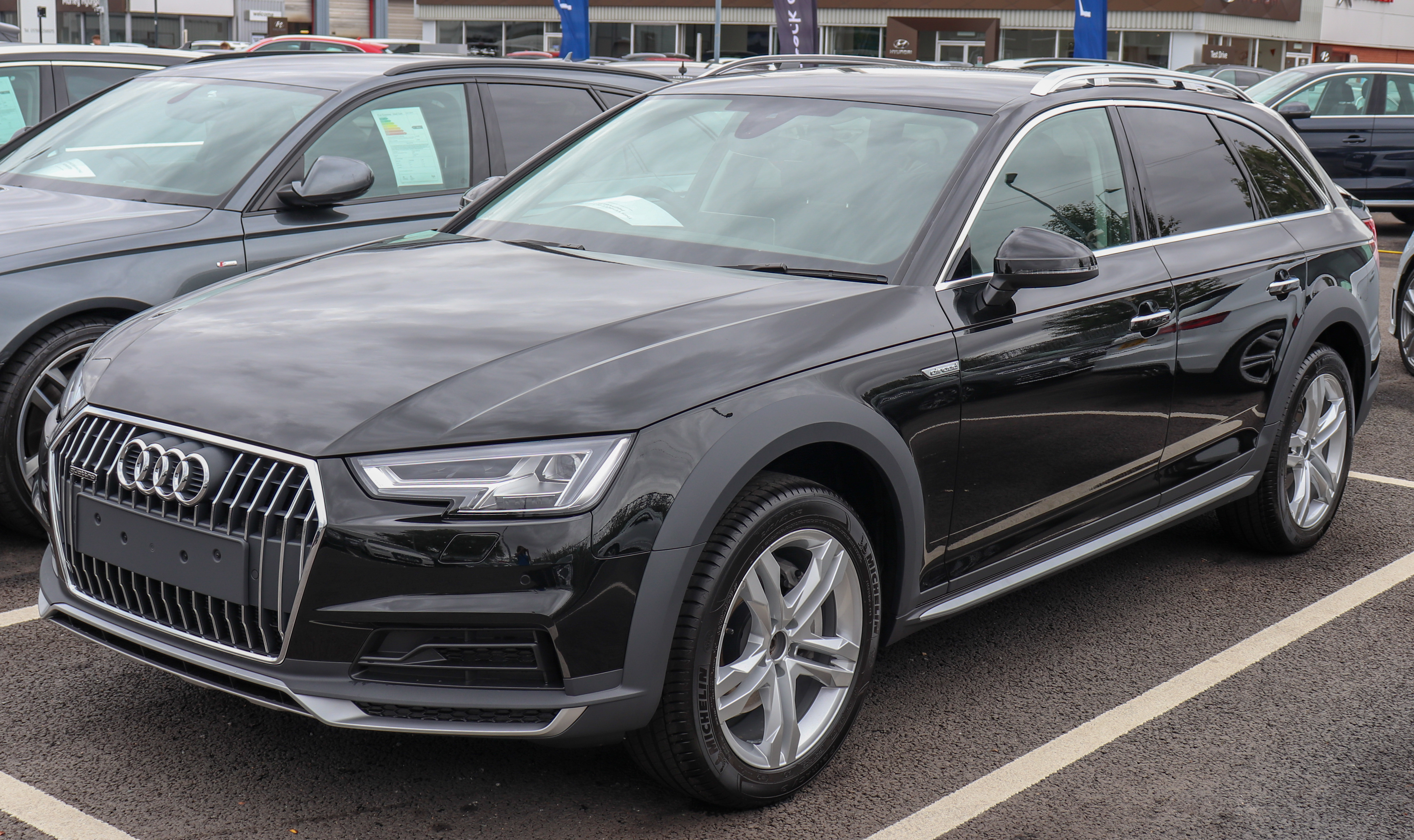
オールロード クワトロ（前期型）
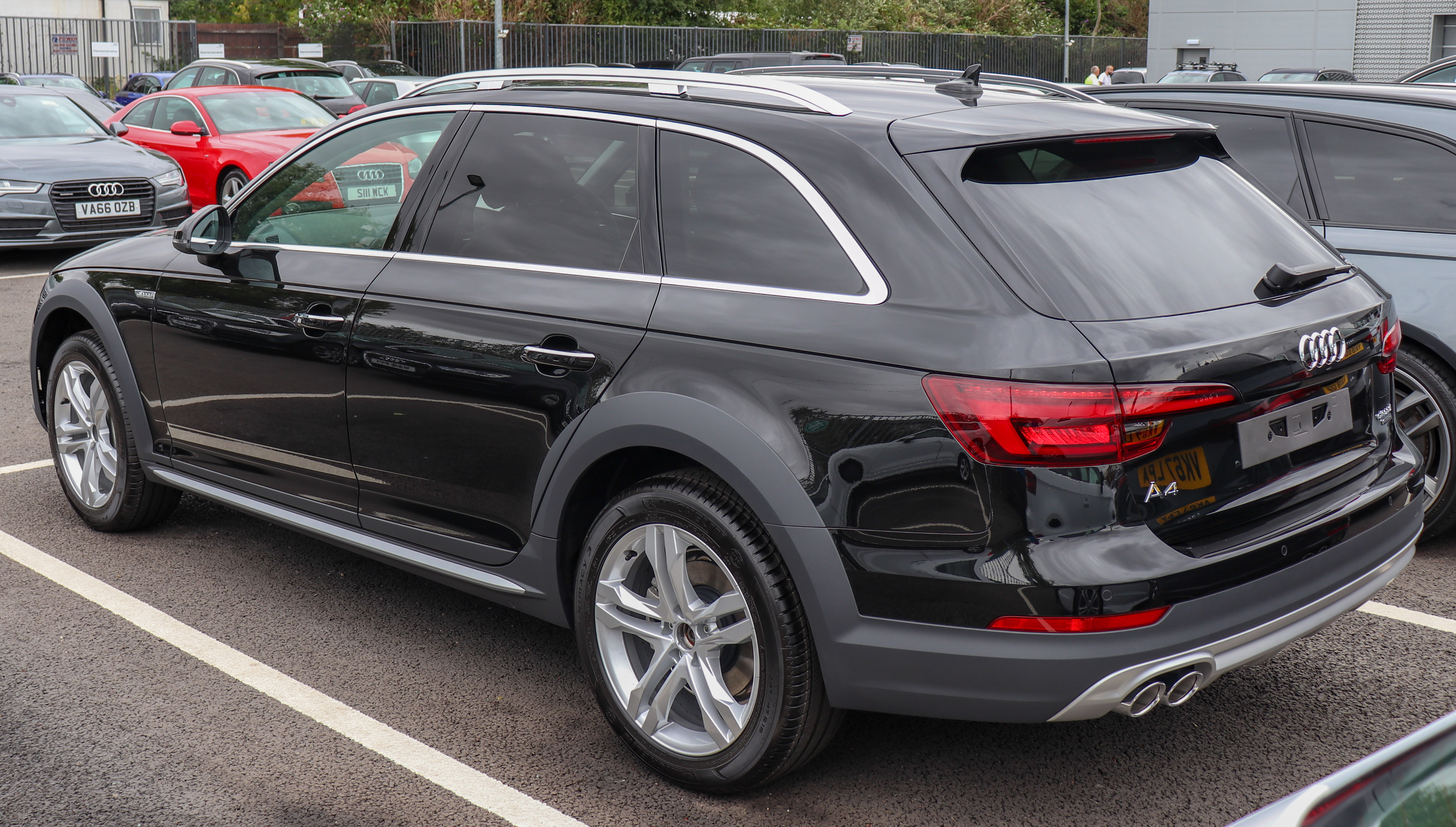
オールロード クワトロ（前期型）

## その他
中国市場では、2009年、4代目（B8）から「A4L」という名のロングホイールベースモデルのみが販売されている。それ以前（2代目から3代目まで）は、標準ホイールベースモデルで販売されていた。

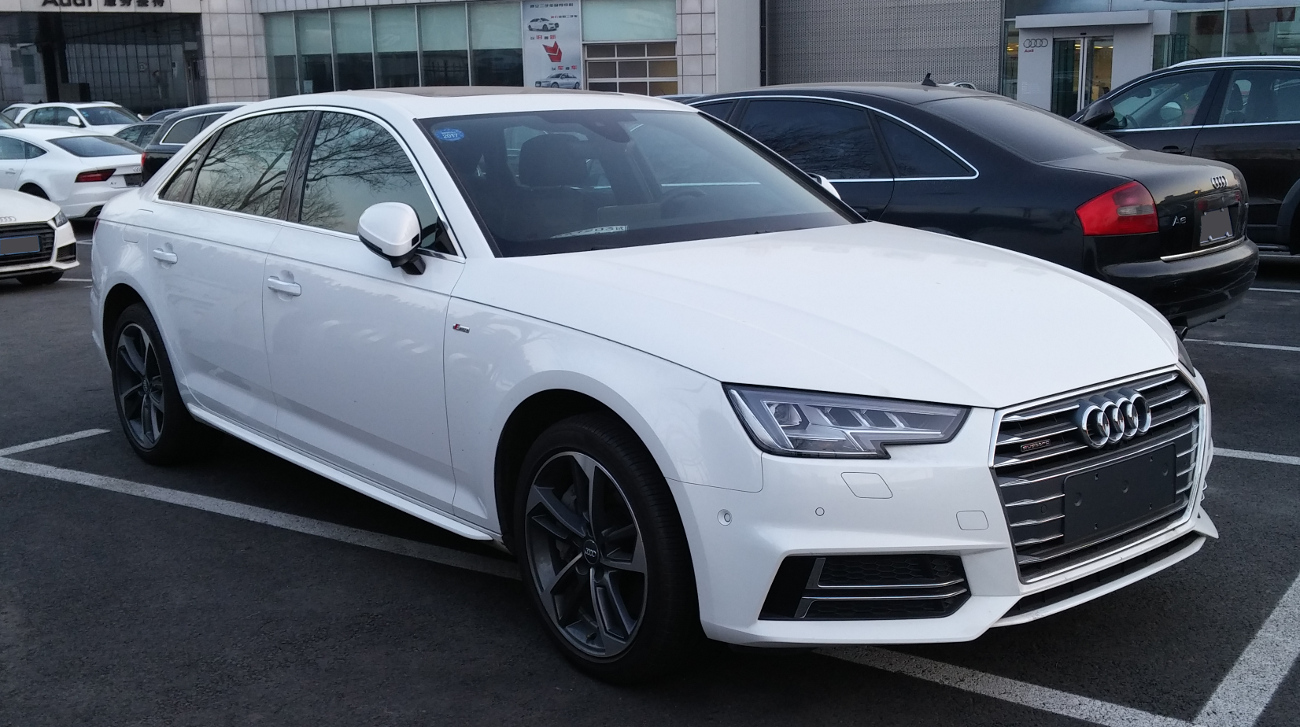
A4 L（B9）
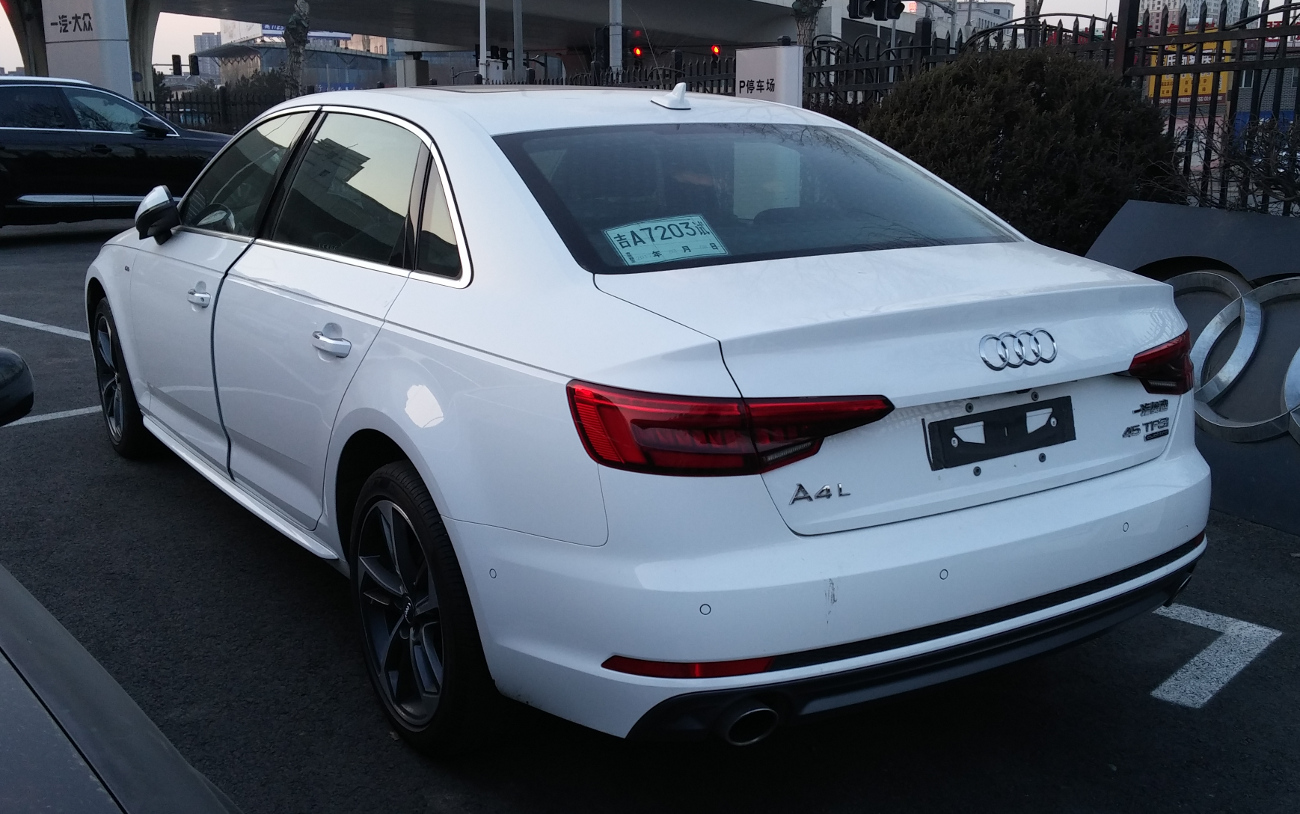
A4 L（B9）